# Episodi di Portlandia (terza stagione)
La terza stagione della serie televisiva Portlandia, composta da undici episodi, è stata trasmessa sul canale statunitense IFC dal 14 dicembre 2012 con uno speciale di 30 minuti, e in seguito regolarmente dal 4 gennaio al 1º marzo 2013. 
In Italia la serie è inedita.
| nº | Titolo originale     | Titolo italiano | Prima TV USA     | Prima TV Italia |
| -- | -------------------- | --------------- | ---------------- | --------------- |
| 1  | Winter in Portlandia |                 | 14 dicembre 2012 |                 |
| 2  | Take Back MTV        |                 | 4 gennaio 2013   |                 |
| 3  | Missionaries         |                 | 4 gennaio 2013   |                 |
| 4  | Nina's Birthday      |                 | 11 gennaio 2013  |                 |
| 5  | Squiggleman          |                 | 18 gennaio 2013  |                 |
| 6  | Off the Grid         |                 | 25 gennaio 2013  |                 |
| 7  | The Temp             |                 | 1º febbraio 2013 |                 |
| 8  | Soft Opening         |                 | 8 febbraio 2013  |                 |
| 9  | Alexandra            |                 | 15 febbraio 2013 |                 |
| 10 | No-Fo-O-Fo-Bridge    |                 | 22 febbraio 2013 |                 |
| 11 | Blackout             |                 | 1º marzo 2013    |                 |